# Liste der Biografien/Adt
Liste der Biografien |
Portal Biografien |
Personensuche
# |
A |
B |
C |
D |
E |
F |
G |
H |
I |
J |
K |
L |
M |
N |
O |
P |
Q |
R |
S |
T |
U |
V |
W |
X |
Y |
Z |
?
 
Aa |
Ab |
Ac |
Ad |
Ae |
Af |
Ag |
Ah |
Ai |
Aj |
Ak |
Al |
Am |
An |
Ao |
Ap |
Aq |
Ar |
As |
At |
Au |
Av |
Aw |
Ax |
Ay |
Az
 
Ada |
Adc |
Add |
Ade |
Adg |
Adh |
Adi |
Adj |
Adk |
Adl |
Adm |
Adn |
Ado |
Adr |
Ads |
Adt |
Adu |
Adv |
Adw |
Ady |
Adz
Die Liste der Biografien führt alle Personen auf, die in der deutschsprachigen Wikipedia einen Artikel haben. Dieses ist eine Teilliste mit 12 Einträgen von Personen, deren Namen mit den Buchstaben „Adt“ beginnt.

## Adt
- Adt, Christoph (* 1956), deutscher Dirigent
- Adt, Diethard (* 1939), deutscher Grafiker und ehemaliger Rektor der Hochschule der Bildenden Künste Saar
- Adt, Eduard (1850–1919), deutscher Fabrikant, Bürgermeister und Politiker, MdR
- Adt, Franz (1822–1870), deutscher Unternehmer, Bürgermeister und bayerischer Landtagsabgeordneter
- Adt, Gustav Jacob (1860–1922), deutscher Fabrikant und Landtagsabgeordneter
- Adt, Hans (1888–1980), deutscher Papierindustrieller
- Adt, Harro (* 1942), deutscher Botschafter
- Adt, Johann-Baptist (1825–1913), deutscher Unternehmer
- Adt, Katrin (* 1972), deutsche Managerin
- Adt, Peter (1798–1879), deutscher Unternehmer und Fabrikant
- Adt, Peter (1820–1900), deutscher Unternehmer und Bürgermeister

### Adta
- Adtaphol Chaikol (* 1998), thailändischer Fußballspieler